# Полозы (Псковская область)
Полозы — деревня в Островском районе Псковской области. Входит в состав Островской волости.
Расположена в 1 км от правого берега реки Великая (напротив впадения в неё реки Синяя, северо-восточнее деревни Синее Устье), в 27 км к югу от центра города Остров.
| 2001 | 2002 | 2010 | 2013 |
| ---- | ---- | ---- | ---- |
| 11   | ↘5   | ↗6   | ↘1   |

## История
Деревня до апреля 2015 года входила в состав ныне упразднённой Городищенской волости района.